# Colias myrmidone
Colias myrmidone là một loài bướm thuộc họ Pieridae. Nó được tìm thấy ở phía tây châu Á, qua khắp nam bộ Nga, Ukraina, România, Hungary đến Áo và dãy núi Jura gần Regensburg ở Đức.
Sải cánh dài 44–50 mm. Chúng bay vào tháng 5 và một lần nữa từ tháng 7 đến tháng 8 làm hai đợt.

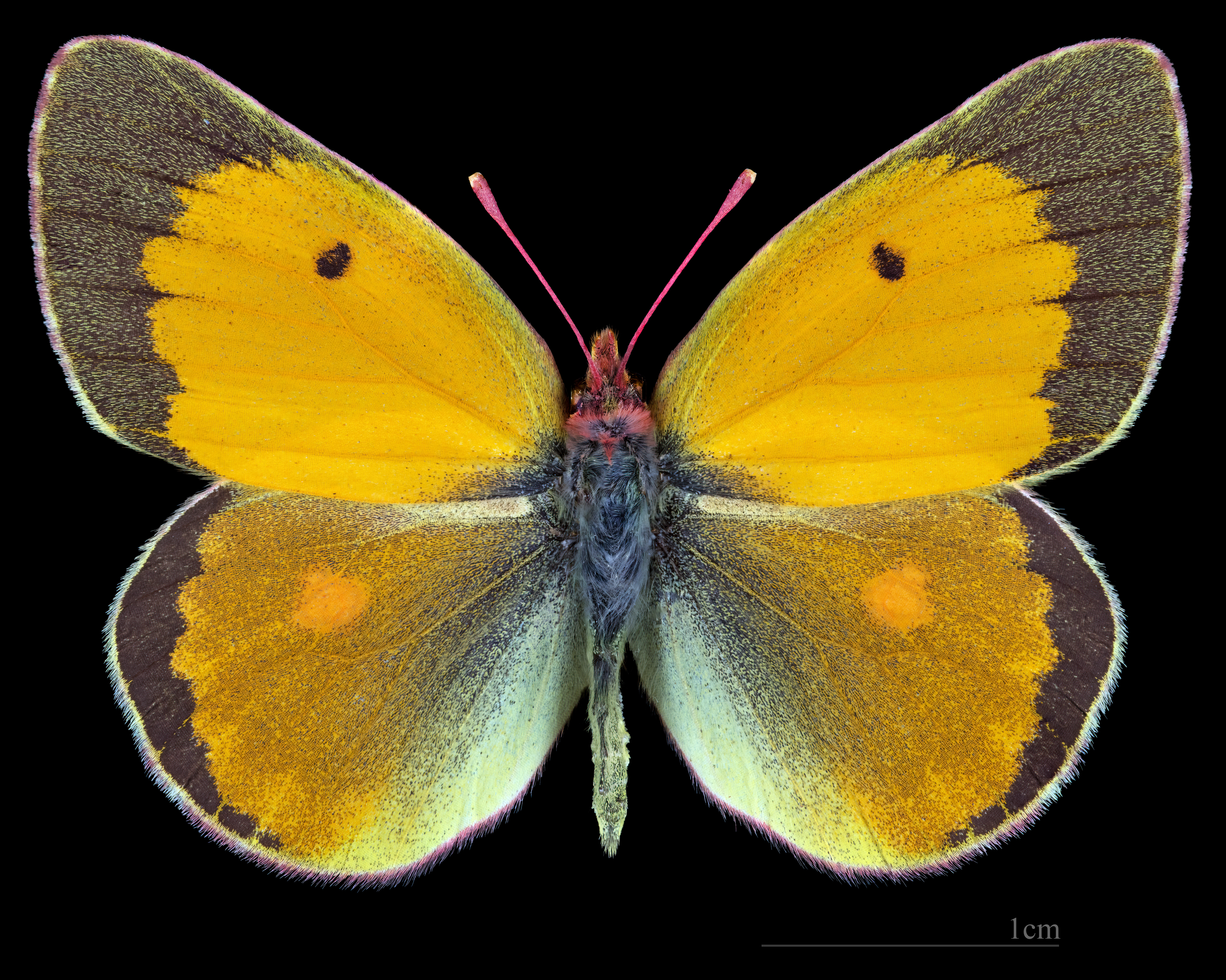
Colias myrmidone myrmidone  ♂
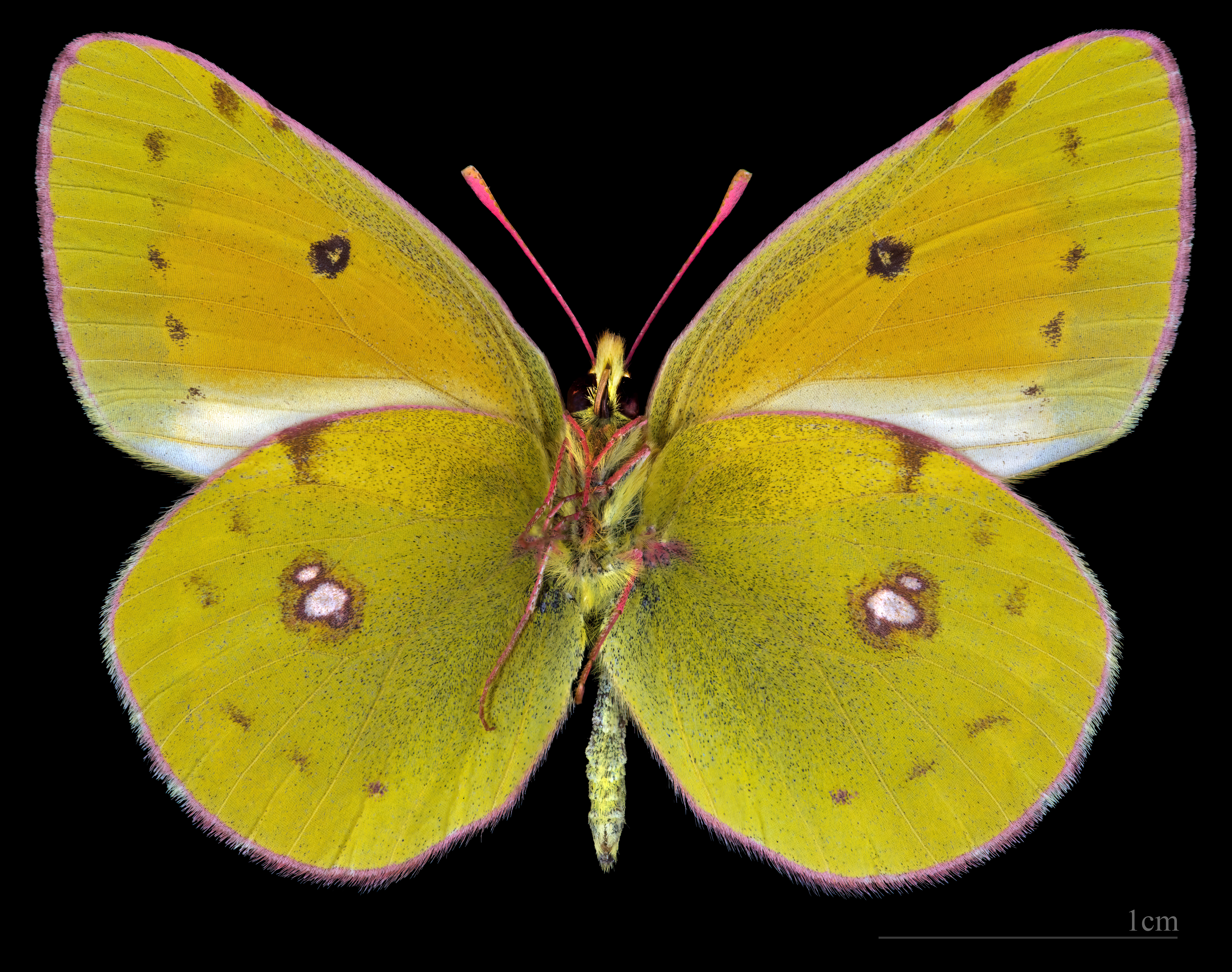
Colias myrmidone myrmidone  ♂   △
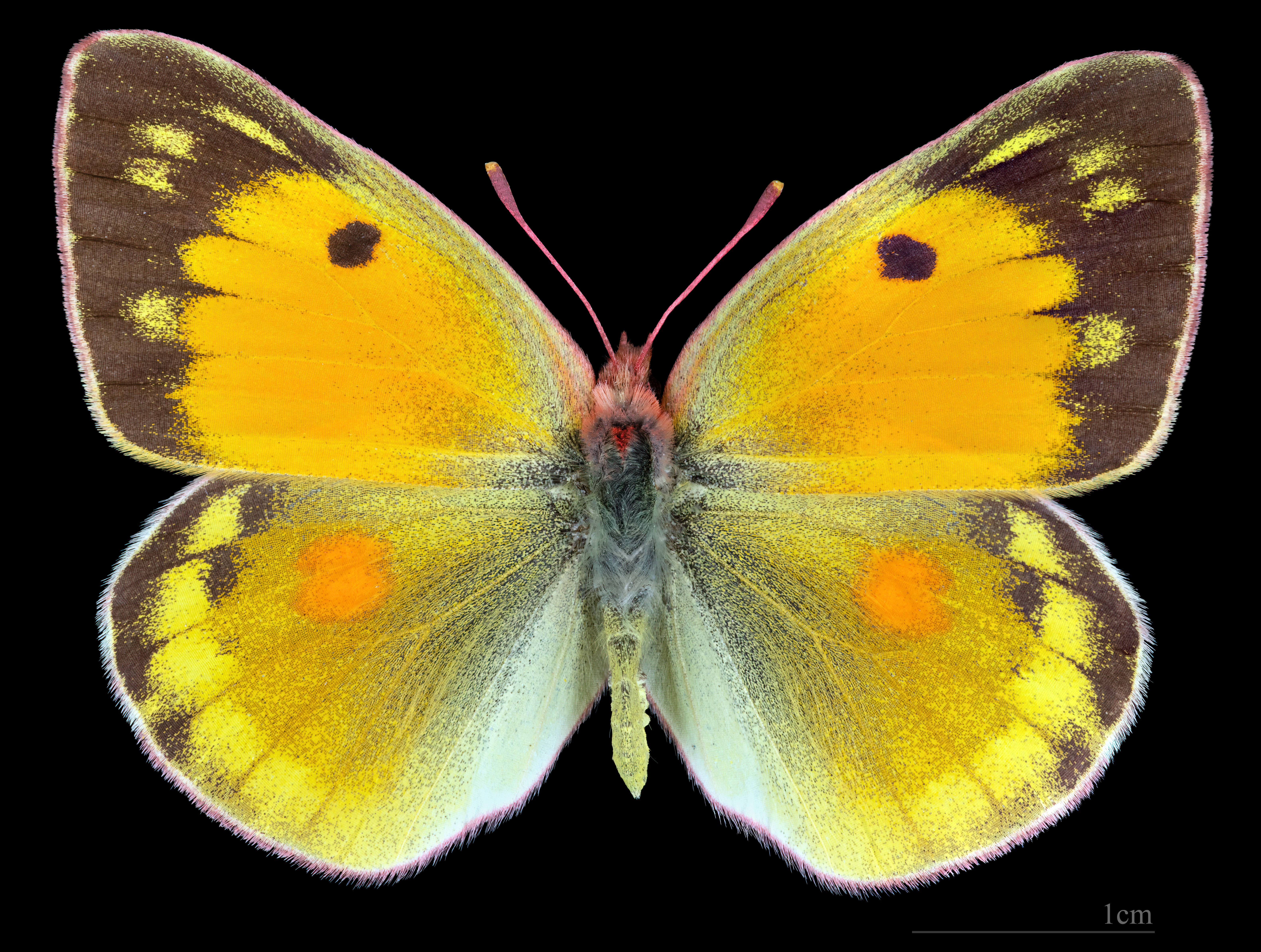
Colias myrmidone ♀
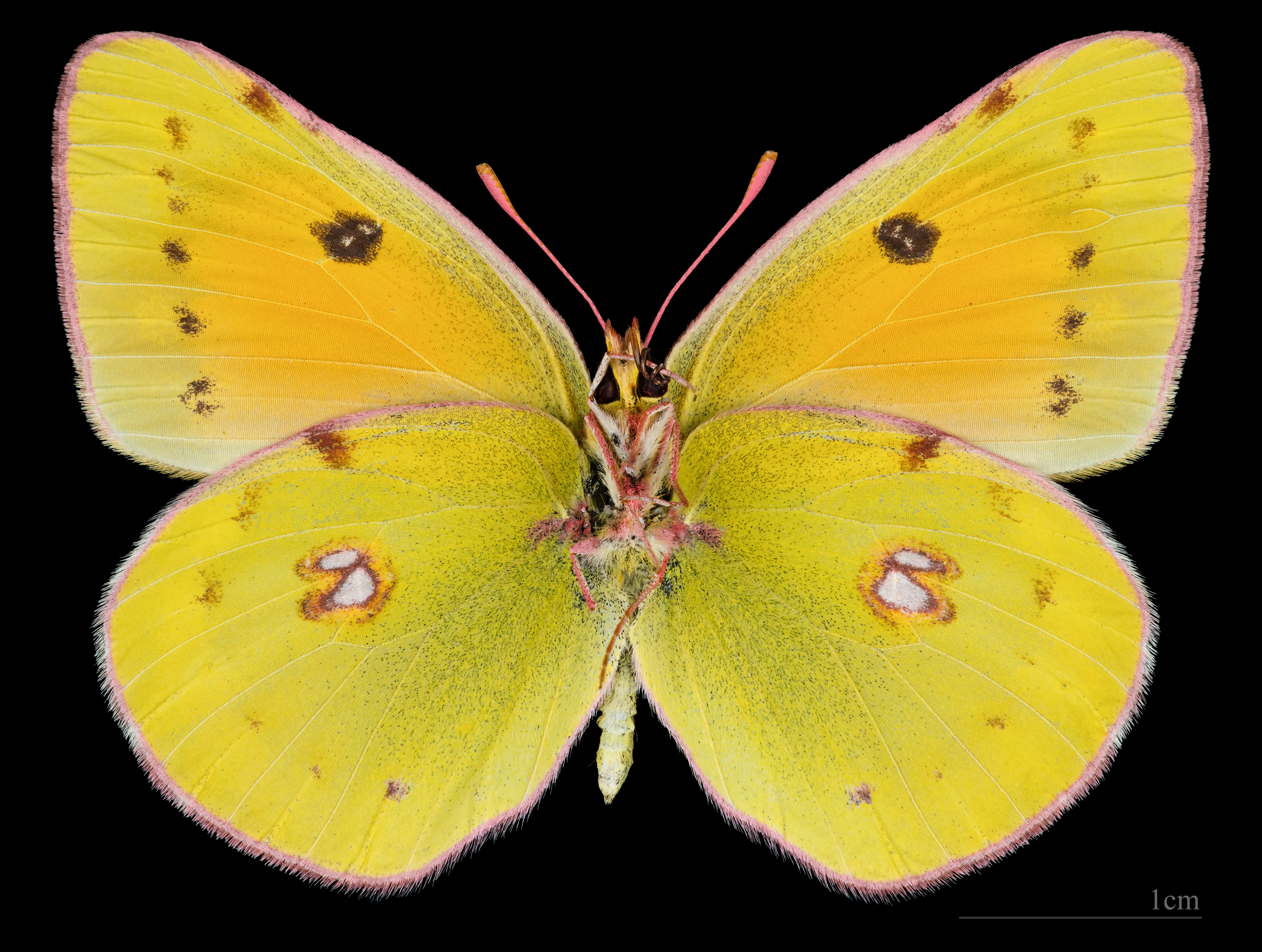
Colias myrmidone ♀ △

Ấu trùng ăn Chamaecytisus ratisbonensis, Chamaecytisus ruthenicus và Chamaecytisus supinus.

## Hình ảnh

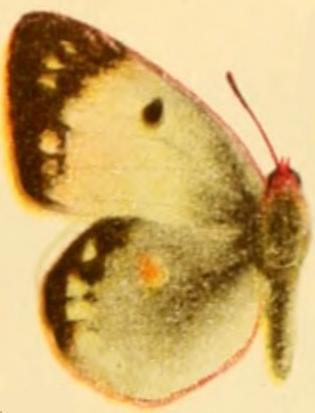
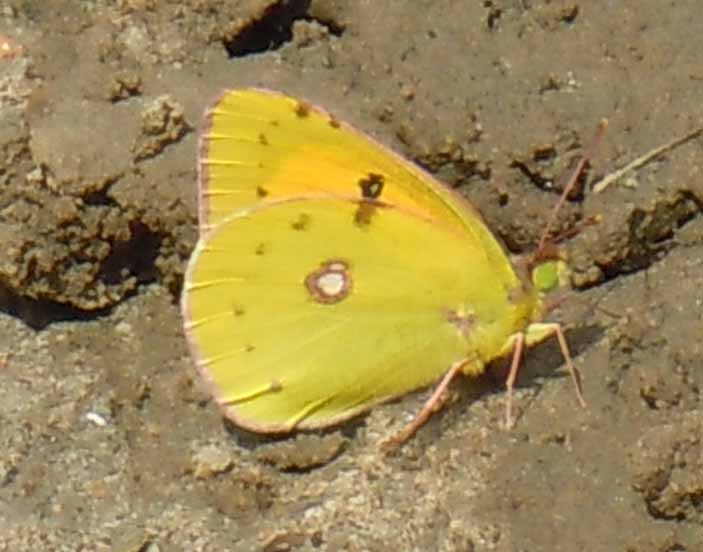